# ترابط زوجي

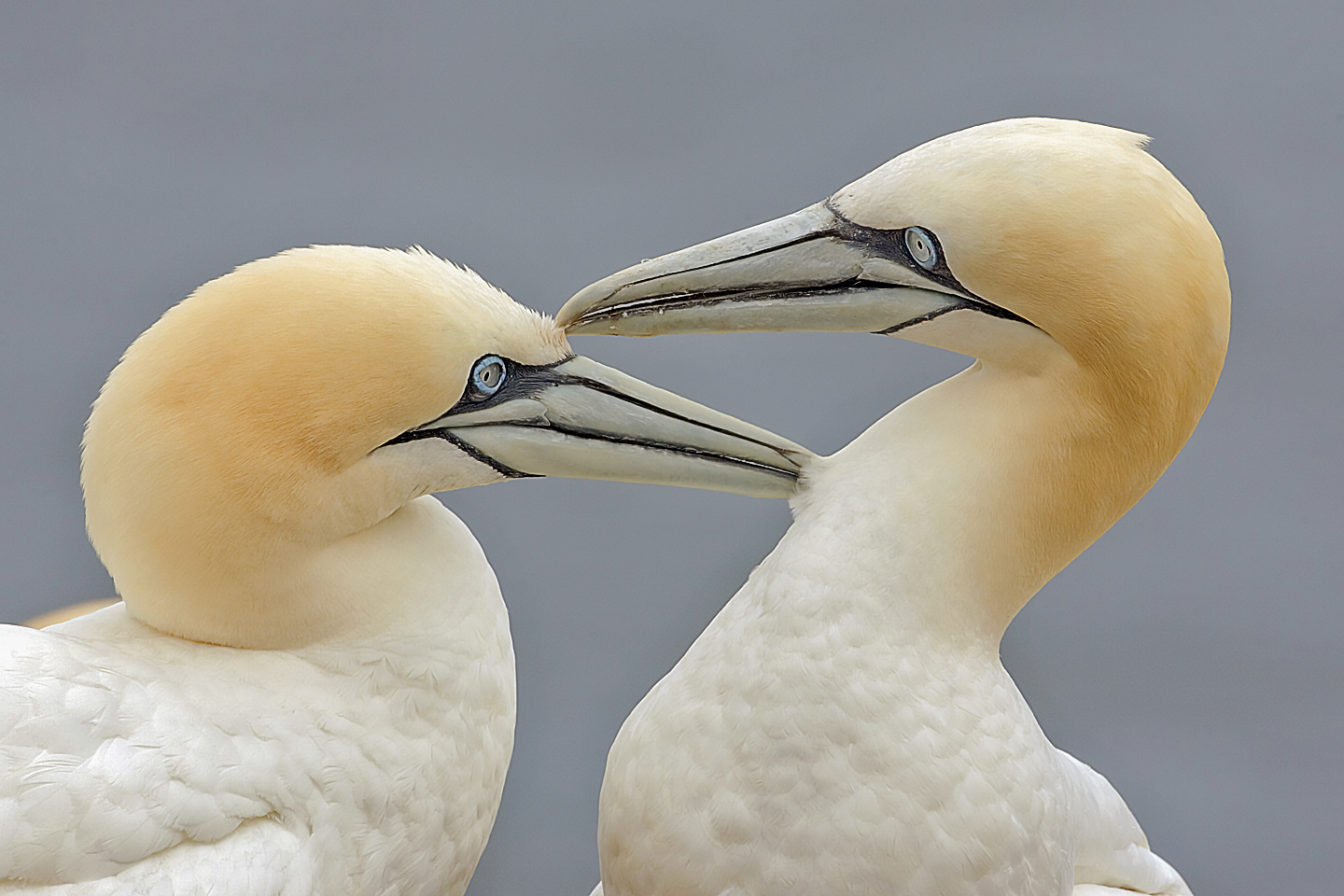
زوج أطيش شمالي

في علم الأحياء، الترابط الزوجي يقوم على التقارب القوي الذي يتطور في بعض الأنواع بين زوج يتكون من ذكر وأنثي، أو في بعض الحالات كاقتران من نفس الجنس، مما قد يؤدي إلى إنتاج ذرية السندات مدى الحياة. الزوج السند هو مصطلح صاغ في عام  1940 الذي كثيرا ما يستخدم في علم الأحياء الاجتماعي وعلم الأحياء التطوري. ويعني هذا المصطلح في كثير من الأحيان إما علاقة الزواج الأحادي الاجتماعي مدى الحياة أو مرحلة التزاوج التفاعلي في الأنواع أحادية الجنس اجتماعيا. ويستخدم أحيانا في الإشارة إلى العلاقات الإنسانية.
الفئران الأحادية، مثل فئران البراري، لها كثافة كبيرة وتوزيع مستقبلات فازوبرسين في دماغها بالمقارنة مع الفئران متعددة الزوجات. وتقع هذه الاختلافات في الدماغ الأمامي البطني ومسار المكافأة بوساطة الدوبامين.
الببتيد أرجينين فازوبرسين (أف)، الدوبامين، يعمل الأوكسايتوسين في هذه المنطقة لتنسيق الأنشطة المجزية مثل التزاوج، وتنظيم الانتساب الانتقائي. وقد أظهرت هذه الاختلافات الخاصة بالأنواع ارتباطا مع السلوكيات الاجتماعية، وهي مهمة في فئران البراري الأحادية لتيسير الترابط بين الزوجين. بالمقارنة مع الفئران الجبلية، والتي هي متعددة الزوجات، فئران الزواج الأحادي تبدو أن لديها أكثر من (أف) وأوكسايتوسين مستقبلات عصبية. من المهم أن تكون هذه المستقبلات في مراكز مكافأة الدماغ لأن ذلك يمكن أن يؤدي إلى مقايضة فأر المراعي في مقارنة مع الفأر الجبلي الذي من شأنه أن يفسر لماذا فئران المراعي تترابط زوجيًا والجبهة الجبلية لا تفعل.

## أصناف

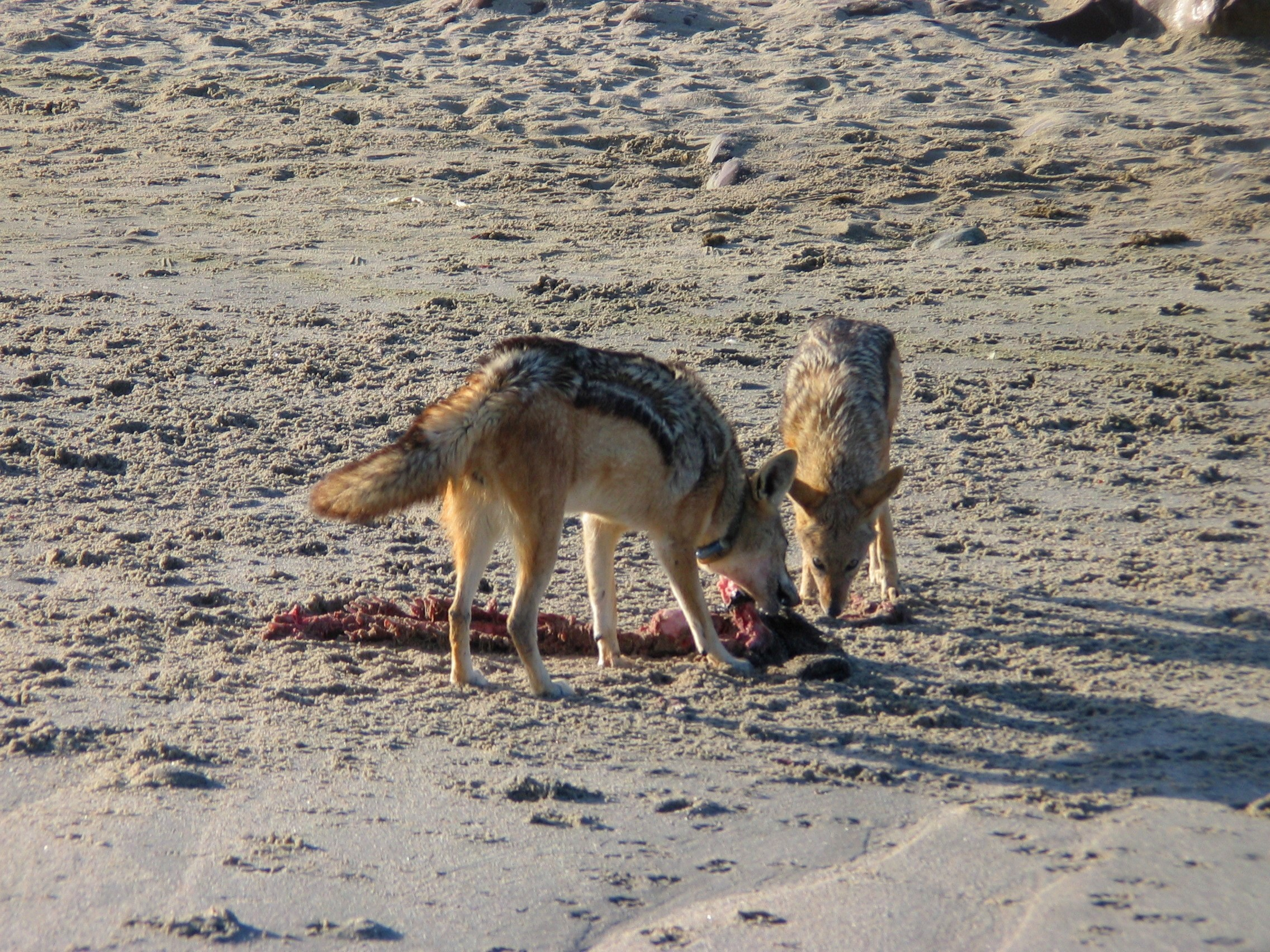
ابن آوى أسود الظهر هي واحدة من عدد قليل من الزواج الأحادي. هذا الزوج يعمل معا في العمل الجماعي لمطاردة فريسة. وسيبقون معا حتى يموت أحدهما.

وفقا لعلماء النفس التطورية ديفيد باراش وجوديث ليبتون، من كتابهم عام 2001 أسطورة الزواج الأحادي، هناك عدة أنواع من الترابط الزوجي: 
- الترابط الزوجي على المدى القصير: الترابط الزائل أو الجمعيات
- الترابط الزوجي على المدى الطويل: المرتبطين لجزء كبير من دورة حياة هذا الزوج
- الترابط الزوجي مدى الحياة: ترابط زوجي دائم
- الترابط الزوجي الاجتماعي: ترابط لأسباب إقليمية أو اجتماعية، كما هو الحال في حالات الدياثة
- الترابط الزوجي السري: ترابط زوجي اضافي سريع الازدواجية
- الترابط الزوجي الديناميكي:  نظم جيبون الترابطية تكون مماثلة ل«التبادل»

## البشر والترابط الزوجي
يمكن للبشر تجربة بعض أو كل الأصناف المذكورة أعلاه من الروابط الزوجية في حياتهم. هذه الروابط يمكن أن تكون: مؤقتة أو آخر عمر، نفس الجنس أو عبر الجنس، ونفس العمر أو مع مختلف الفئات العمرية. في المعنى البيولوجي هناك نوعان رئيسيان من الروابط الزوجية الموجوده في البشر: ترابط الزوج الاجتماعي وترابط الزوج الجنسي. هذا الترابط الزوجي الاجتماعي هو علاقة سلوكية ونفسية قوية بين شخصين مختلفين بشكل ملموس في الفسيولوجية العاطفية من الصداقات العامة أو علاقات التعارف الأخرى. من ناحية أخرى، فإن الترابط الزوجي الجنسي هو ترابط سلوكي وفسيولوجي بين شخصين مع عنصر جذب جنسي قوي. المشاركين في الترابط الزوجي الجنسي يفضلون ممارسة الجنس مع بعضهم البعض على خيارات أخرى. وعادة ما تكون روابط الزوج الاجتماعي أوسع نطاقا من نظيراتها الجنسية بسبب الطبيعة الجنسية التي ينطوي عليها الأخير. في البشر والثدييات الأخرى، يتم إنشاء هذه الروابط الزوجية من خلال مزيج من التفاعل الاجتماعي والعوامل البيولوجية بما في ذلك الناقلات العصبية مثل الأوكسايتوسين، فاسوبرسين والدوبامين.
الترابط الزوجي  (الاجتماعي و / أو الجنسي) لا تساوي الزواج. الترابط الزوجي هي خليقة حيوية اجتماعية في حين أن الزواج هو أفضل تعريف في سياق اجتماعي محض كوسيلة لضمان التكاثر ووراثة الملكية والسيطرة ومؤخرا في التاريخ كنتيجة للحب الرومانسي. ويمكن أن يرتبط الزواج بارتباط الزوجين الجنسي والاجتماعي؛ ومع ذلك، فإن الزوجين لا يضطران بالضرورة إلى تجربة كل من هذه الروابط أو أي منهما. الزواج يمكن أن يكون نتيجة لترابط الزوج والعكس بالعكس. ومع ذلك، لا يخلق دائما أو يؤدي إلى الآخر. وعلى وجه الخصوص، يمكن أن يحدث الترابط بين أشخاص من نفس الجنس في حين أن الزواج في المسيحية والأديان الرئيسية الأخرى، فضلا عن النظم القانونية لمعظم البلدان، يقتصر عادة على الأزواج من الجنس الآخر.  الترابط الزوجي في البشر يساعد على شرح «الروابط» المتطرفة التي قد نشاركها مع الآخرين ولكن غير قادرين على التعبير من حيث المعاصرة «الحب».

## أمثلة
عند مناقشة الحياة الاجتماعية لسنونو الرمل، ليبتون وبراش قالوا:

لمدة أربعة أيام مباشرة قبل وضع البيض، عندما يؤدي الجماع إلى التسميد، سنونو الرمل الذكر مشغول جدا بحراسة الأنثى. عندما يكون بيضها غير ناضج، مرة أخرى بعد جيناته مدسوس بأمان بعيدا داخل القذائف، ذهب سعيًا لاقتران زملائه من الذكور الآخرين... الذين بالطبع مشغولون مع حراسة دفاعية من تلقاء نفسها.

في مختلف الأنواع، توفر الذكور الرعاية الأبوية وتتزاوج الإناث مع ذكور متعددة. على سبيل المثال، تظهر الدراسات الحديثة أن الازدواجية بين الزوجين تحدث في كثير من الأحيان في الطيور الأحادية التي يقدم فيها الأب «الاجتماعي» العناية المركزة لذريته «الاجتماعية».
يذكر عالم من جامعة فلوريدا أن ذكور  قوبيونية الرمال يعملون بجد في بناء الأعشاش ورعاية البيض عند وجود الإناث - وهي المرة الأولى التي يتم فيها توثيق «رعاية الوالدين» في أي نوع.
كما لوحظ أعلاه، تختلف أنواع الفئران في سلوكهم الجنسي، وهذه الاختلافات ترتبط مع مستويات التعبير من مستقبلات فاسوبريسين في مناطق مكافأة الدماغ. وتمكن العلماء من تغيير سلوك ذكور الفئران الجبلية البالغين لتشبه سلوك فئران البراري الأحادية في التجارب التي أدخلت مستقبلات فاسوبريسين في دماغ ذكور الفئران الجبلية.